# Enumeratio Myrtacearum Brasiliensium
Enumeratio Myrtacearum Brasiliensium (abreviado Enum. Myrt. Bras.) es un libro con ilustraciones y descripciones botánicas que fue escrito por el botánico y pteridólogo danés Hjalmar Frederik Christian Kiaerskov y publicado en el año 1893 con el nombre de Enumeratio Myrtacearum Brasiliensium quas Collegerunt Glaziou, Lund, Mendonça, Raben, Reinhardt, Schenck, Warming Aliique. Hauniae.